# 35А-002 (автодорога)
Автомобильная дорога 35А-002 — автомобильная дорога регионального значения от границы с Украиной (Чонгарский мост) — Джанкой — Симферополь — Алушта — Ялта. Совпадает с частью европейского маршрута E 105. На Украине продолжается как трасса М-18 (и рассматривается властями Украины как её часть). Протяжённость трассы 197,7 километра.
Автодорога начинается от Чонгарского моста, общим направлением на юго-юго-запад. Примерно через 45 километров в Джанкое пересекается с трассой 35А-001 Армянск — Керчь (совпадающей с участком европейского маршрута E 97 Херсон — Ашкале). Симферополь находится, примерно, на 135-м километре трассы. Изначально в городе продолжением шоссе были Киевская улица и проспект Вернадского, в настоящее время движение осуществляется по Восточному обходу города 35К-023 (12,1 километра), на котором трасса пересекается с автодорогой 35К-003 Симферополь — Феодосия. Также в городе сходится большинство крымских трасс: 35К-001 на Красноперекопск, 35К-004 на Евпаторию, 35Р-001 — в Севастополь и несколько шоссе местного значения.
За Симферополем дорога следует на юго-восток, по долине реки Салгир, с постепенным подъёмом, от города по трассе осуществляется троллейбусное движение до Ялты — действует самая длинная в мире троллейбусная линия. За селом Перевальное начинается более крутой сплошной подъём на главную гряду Крымских гор и на 35-м километре от города шоссе достигает Ангарского перевала на высоте 752 м. От перевала начинается 12-километровый спуск в Алушту. После Алушты трасса поворачивает на юго-запад, вдоль морского берега, поднимается из долины реки Улу-Узень на Кастельский перевал, преодолевает седловину горы Аю-Даг и, постепенно спускаясь, достигает Ялты.

## История
В конце XVIII — начале XIX веков все пути в Крым проходили через Перекоп, а дорог на Южный берег, в европейском понимании, просто не было — туда не смогла попасть даже Екатерина II во время своего путешествия в Крым. «Северный» участок трассы, как Большая Чонгарская просёлочная дорога в Симферополь, впервые упоминается в «Списке населённых мест Таврической губернии по сведениям 1864 года» — примерно в таком виде, учитывая последующие реконструкции, дорога дожила до наших дней — но это был другой путь, проходящий западнее железнодорожной линии (сейчас — региональное шоссе 35Н-171 Джанкой — Гвардейское.
- План из «Дела об исправлении объездной дороги Симферополь — Таушан-Базар.» 1865 год,
- Шоссе Алушта — Ялта, начало XX века.
- Шоссе Алушта — Ялта, начало XX века.
- Шоссе Алушта — Ялта, начало XX века.
- Шоссе Алушта — Ялта, начало XX века.

Первая почтовая дорога на Южный берег была начата строительством по указу императора Александра I в 1824 году. «Движущей силой» строительства был Новороссийский генерал-губернатор, Михаил Семёнович Воронцов (граф строил дворец в Алупке и был лично заинтересован в сообщении со внешним миром). Непосредственно строительством руководил подполковник Корпуса инженеров путей сообщения Пётр Васильевич Шипилов, работы велись солдатами вторых батальонов Козловского и Нашенбургского пехотных полков. Участок шоссе до Алушты закончили в 1826 году, до Ялты дорога дошла в 1837 году (после смерти Шипилова в 1834 году строительство вёл полковник Славич). Почтовые станции располагались в Мамут-Султане, Таушан-Базаре, Алуште, Биюк-Ламбате и Ай-Даниле. В дальнейшем некоторые работы по улучшению дороги были проведены к 1860 году; в 1928—1933 годах, по инициативе и под руководством инженера В. В. Зинюхина на дороге были проведены первые в Советском Союзе работы по гудронированию. В 1935—1940 годах спрямлены несколько резких поворотов, устранены некоторые оползни.
В советское время автодорога Москва — Харьков — Симферополь носила номер 4. Дорога была полностью реконструирована в 1946—1950 годы — проложена по современному маршруту (восточнее железной дороги), на ней было уложено асфальтобетонное покрытие. 27 октября 1958 года было принято Постановление Совета Министров УССР № 1340-Р «О строительстве троллейбусной линии Симферополь-Алушта-Ялта» и в том же году работы по строительству горной троллейбусной трассы были начаты, на многих участках дорога пролегла по новым направлениям. 15 июня 1959 года по новой трассе пошли первые автомашины, а 7 ноября 1959 года из Симферополя в Алушту прошёл первый троллейбус. Полностью трасса до Ялты была окончена 25 июня 1961 года.
В 1963 году за селом Перевальным, на 27-м километре шоссе слева от дороги, вблизиместа, где её пересекала партизанская тропа, был установлен памятник крымским партизанам «Партизанская шапка» — каменная глыба, очертаниями напоминающая папаху. Наискось её пересекает полоса красного полированного, мрамора. Слева от стоящей на небольшом возвышении конусообразной глыбы установлена плита с надписью, справа — стела с рельефными изображениями партизан. Идея создания мемориала принадлежала комиссару Северного соединения Н. Д. Луговому. Авторы проекта — художники Э. М. Грабовецкий (в годы войны участник партизанского движения в Крыму) и И. С. Петров, архитектор Л. П. Фруслов. Скульптор-исполнитель — Б. Ю. Усачёв. Памятник является объектом культурного наследия регионального значения.  Объект культурного наследия народов РФ регионального значения. Рег. № 911710856020005 (ЕГРОКН)

### Интересные сведения
В 1883 году княгиня Елена Горчакова за наём четырёхместной коляски с тройкой лошадей для проезда по шосс от Симферополя до Алушты заплатила 18 рублей, и 13 рублей — от Алушты

## В искусстве
Дорога неоднократно упоминалась как у мемуаристов, так и в художественной литературе. Кроме живописных видов, почти все отмечают её извилистый профиль.
Партизан и писатель И. З. Вергасов так описывает своё знакомство с ней: "Я летал, бывал на крутых виражах, привык к воздушным ямам, но дорога из Симферополя в Ялту и для меня оказалась твердым орешком. Нас кружило, бросало из стороны в сторону; какая-то горбатая гора оказывалась то впереди, то позади, а потом снова забегала вперед, и было впечатление такое, что мы ее, проклятую, так никогда и не объедем. Не унывал лишь шофер-лихач, черноглазый татарин, всю дорогу картаво мурлыкающий монотонную песню. Пять часов мук, и наконец говорят: Ялта."